# Comté de Cass (Minnesota)
Pour les articles homonymes, voir Comté de Cass.
Le comté de Cass est situé dans l’État du Minnesota, aux États-Unis. Il comptait 30 066 habitants en 2020. Son siège est Walker.

## Aires protégées
- Centennial State Forest
- Remer State Forest